# Weekijzermeter

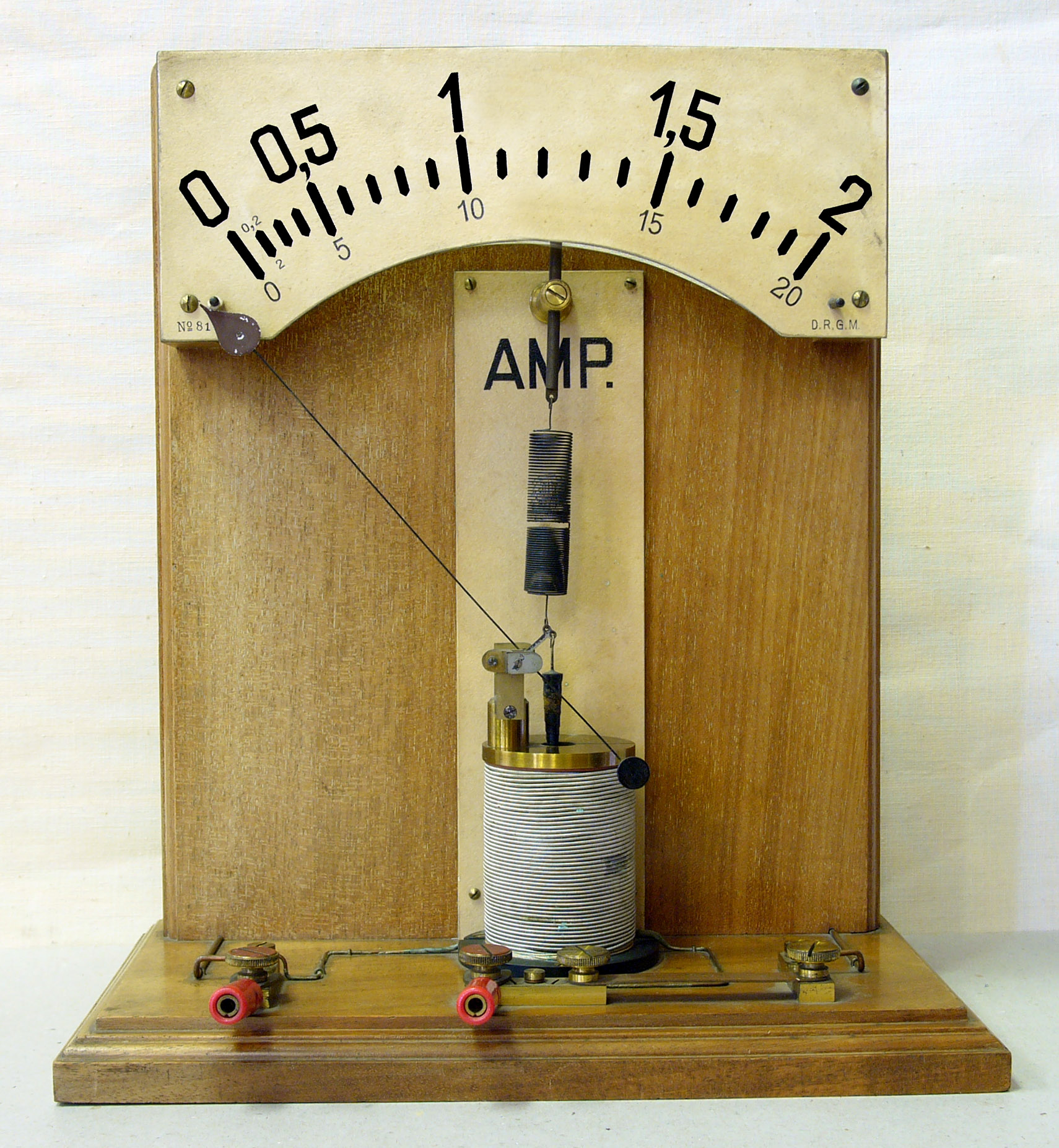
Demonstratiemodel van een weekijzermeter. De stroom die door de spoel loopt maakt dat de weekijzeren kern in de spoel getrokken wordt en de wijzer uitslaat

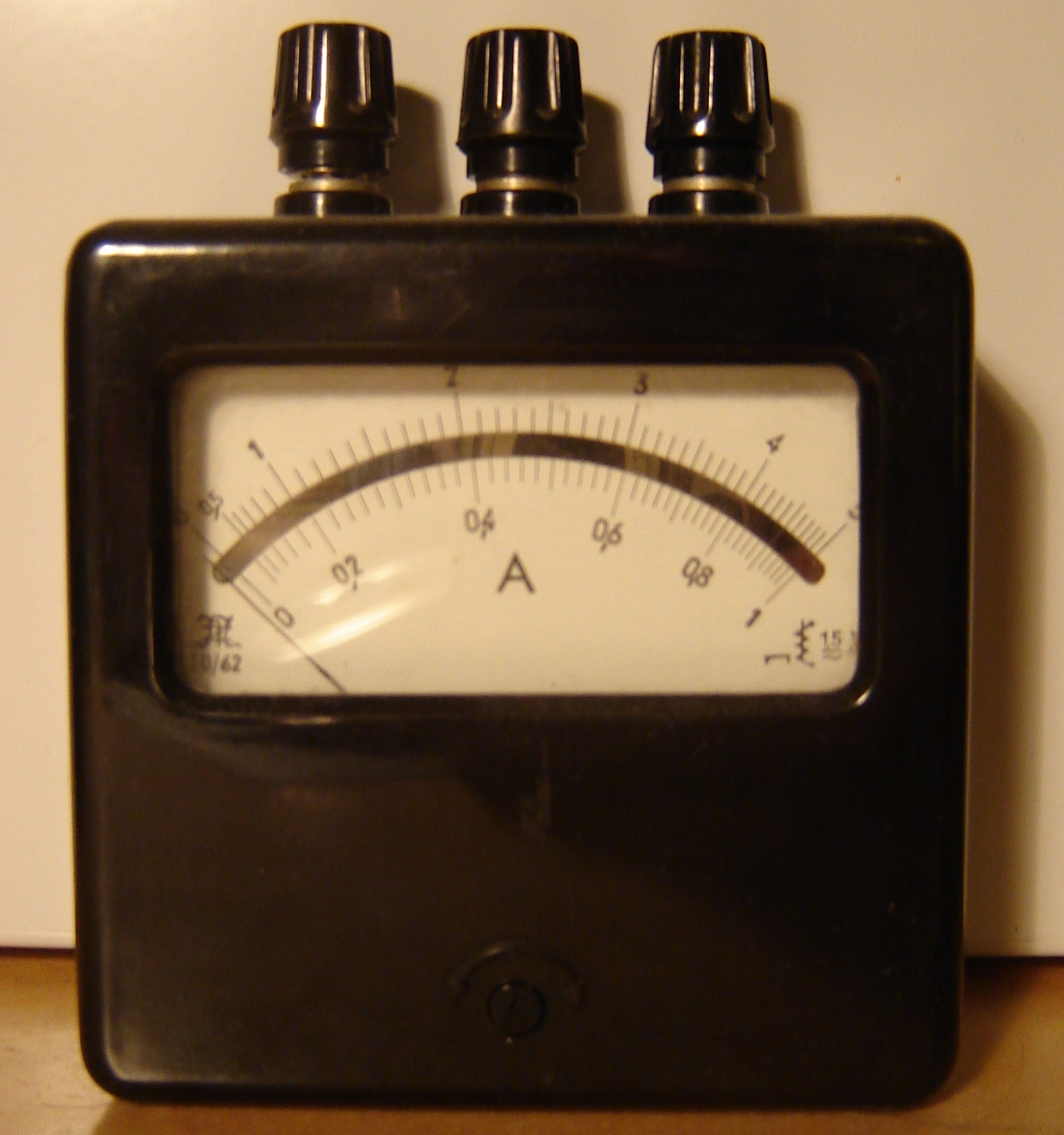
Weekijzermeter

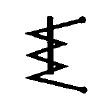
Symbool ter aanduiding van een weekijzermeter

Een weekijzermeter is een analoog elektrisch meetinstrument dat gebruikt wordt voor het bepalen van de spanning, stroom en weerstand.
Een weekijzermeter is opgebouwd uit een aan een as bevestigd ijzeren plaatje (het weekijzer) dat zich gedeeltelijk in een spoel (elektromagneet) bevindt. Door deze opbouw valt dit type meters in de categorie elektromagnetische meters.
Zodra er spanning op de spoel wordt aangesloten, gaat er door deze spoel een stroom vloeien en veroorzaakt daardoor een magnetisch veld dat het ijzeren plaatje minder of meer, naargelang de stroom door het spoeltje, in het spoeltje zal trekken. De tegenwerking wordt veroorzaakt door de kleine veertjes op de as waarop de plaatje is gemonteerd. De evenwichtssituatie die tussen de magnetische kracht van de spoel en de kracht van de veertjes is een maat voor de stroomsterkte. Een dempingsmechanisme, in het algemeen door de verplaatsing van lucht via bv. een dempingsvleugel met dempingskast of door wervelstroomdemping, zorgt ervoor dat de aanwijzing door de wijzer rustig geschiedt.
Een weekijzermeter heeft over het algemeen een hoog eigen verbruik en een niet-lineaire schaalverdeling. Door het plaatje een speciale vorm te geven kan het logaritmische karakter van de schaal worden veranderd in een enigszins meer lineair-ogende schaal. De weekijzermeter is goed bestand tegen een korte overbelasting. In tegenstelling tot de draaispoelmeter is de weekijzermeter niet richtinggevoelig en daarmee geschikt voor meten van zowel een gelijkspanning of gelijkstroom (DC) of een wisselspanning of wisselstroom (AC).